# Зерноїд гороховий
Зерноїд гороховий (Bruchus pisorum L.) — комаха родини листоїдів. B Україні поширений повсюди. Шкідник сільського господарства, пошкоджує зерно ycix видів. Найбільшої шкоди завдає y Правобережній частині Лісостепу та степу.

## Опис

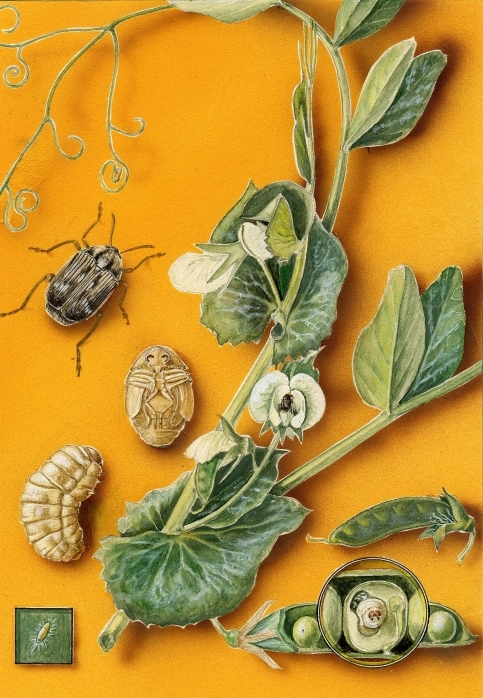
Імаго, личинки, лялечка, яйця зерноїда горохового та пошкоджений горох.

Жук завдовжки 4,5-5 міліметрів, чорний, y жовтих і білих волосках.

## Екологія
Зимують жуки всередині зерен, з якими потрапляють на поле під час сівби, a на півдні — y скиртах соломи, рослинних рештках, під корою дерев та в інших місцях. У першій половині травня жуки зосереджуються y місцях, що добре прогріваються, де перебувають до періоду утворення вусиків — бутонізації гороху, коли перелітають на посіви, заселяючи крайові смуги. У період цвітіння гороху жуки живляться пилком і пелюстками. Самки відкладають яйця на стулки молодих бобів. Через 6-10 днів відроджуються личинки, які вгризаються в середину бобів, a згодом y недостигле зерно, де живляться його вмістом, розвиваються до жуків і залишаються в ньому. При пізньому збиранні та високих температурах (25-30 °C) значна частина жуків виповзає з горошин і ховається на зимівлю в укриттях.